# El vell i el seu net
El vell i el seu net, també conegut com El plat de fusta, és un conte alemany recollit pels germans Grimm en Contes de fades dels germans Grimm com a conte número 78.
Es troba dins del tipus 980B de la classificació Aarne-Thompson, igual que El bol de fusta.

## Sinopsi
Un avi d'una família no podia menjar bé i se li vessava la sopa, així que el seu fill i la seva nora el van fer anar a menjar a la cuina i, quan a sobre se li va trencar el bol, el pare n'hi va fer un de fusta. Mentre ho feia, el seu fill de quatre anys, es va posar a jugar amb un tros de fusta i un ganivet. En preguntar-li el pare què feia, el nen li va dir que estava fent un bol per quan ell es fes vell. Després d'això, el pare va entendre la lliçó, i a partir d'aquell dia, va deixar que l'avi mengés a taula amb ells i no es va queixar mai més de la sopa vessada.